# Chaetosopus infalsatus
Chaetosopus infalsatus är en skalbaggsart som beskrevs av Dilma Solange Napp och Martins 1988. Chaetosopus infalsatus ingår i släktet Chaetosopus och familjen långhorningar. Inga underarter finns listade i Catalogue of Life.